# Оранжерея

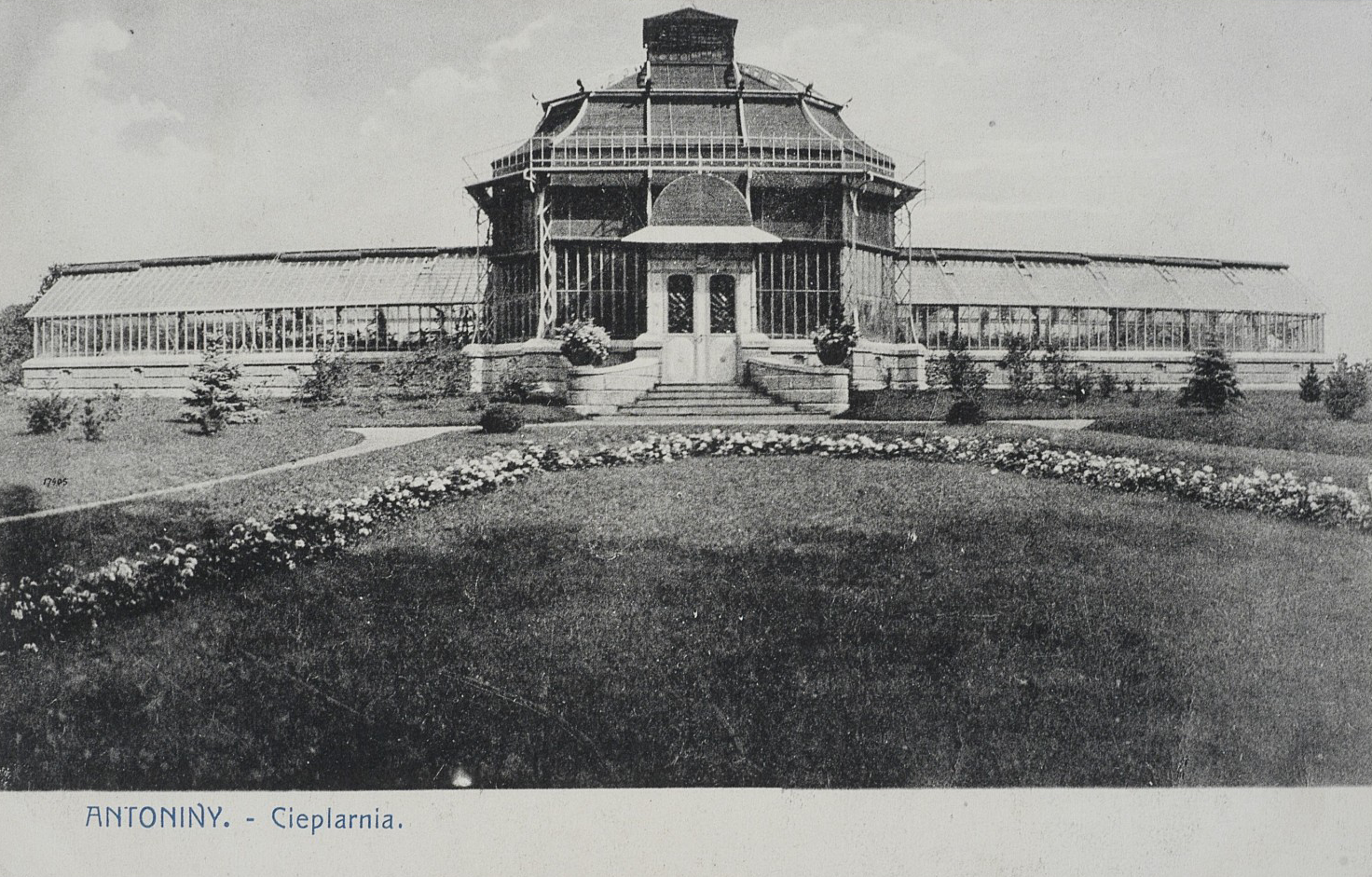
Садиба Антоніни (Хмельницька область). Оранжерея кінця 19 ст. Стара поштівка

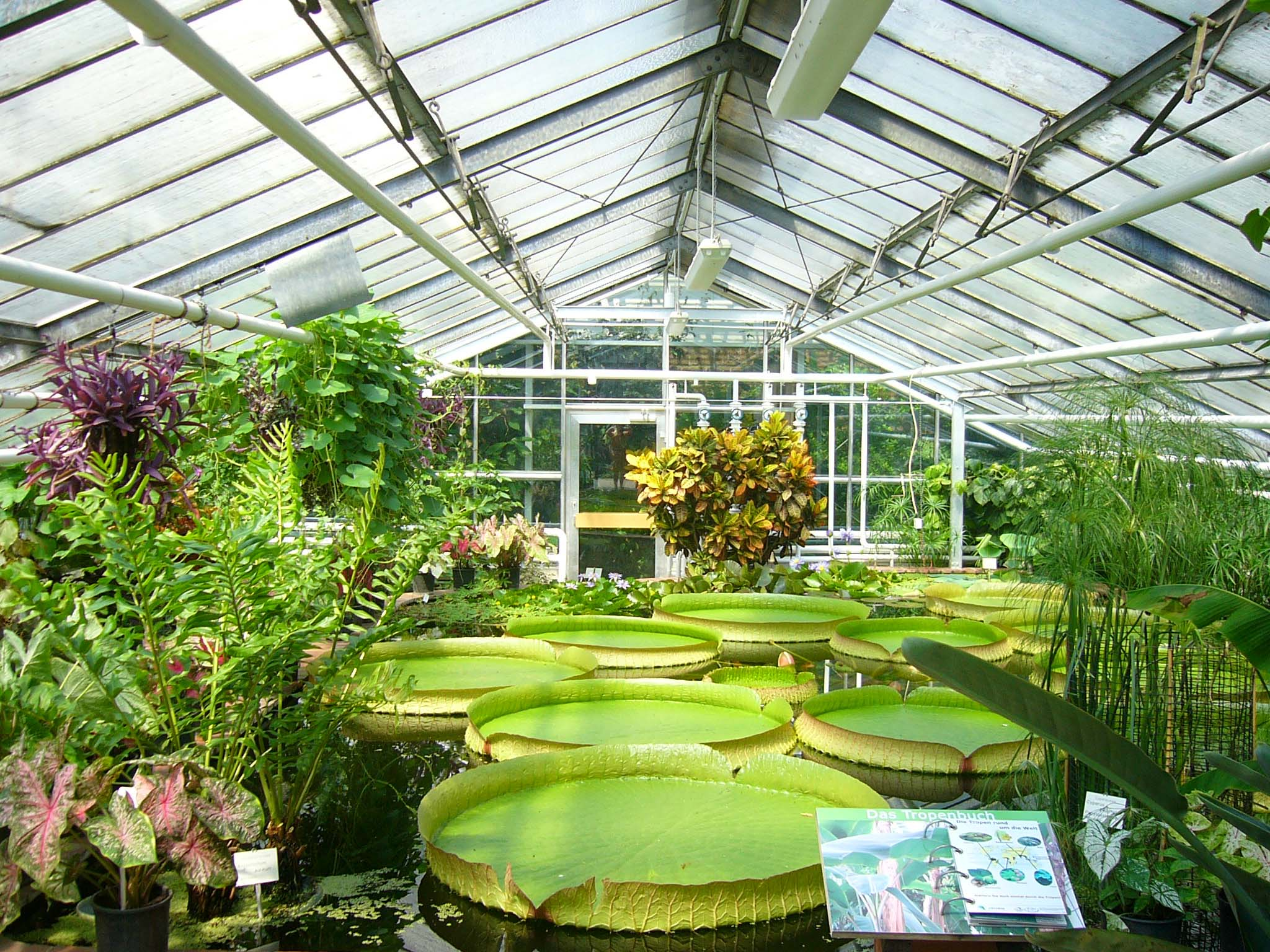
Оранжерея ботанічного саду, Брауншвейг, Німеччина

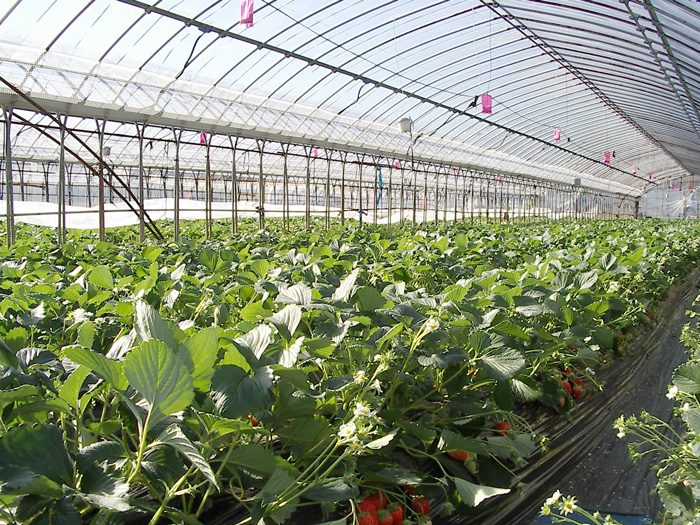
Оранжерея: вирощування полуниці

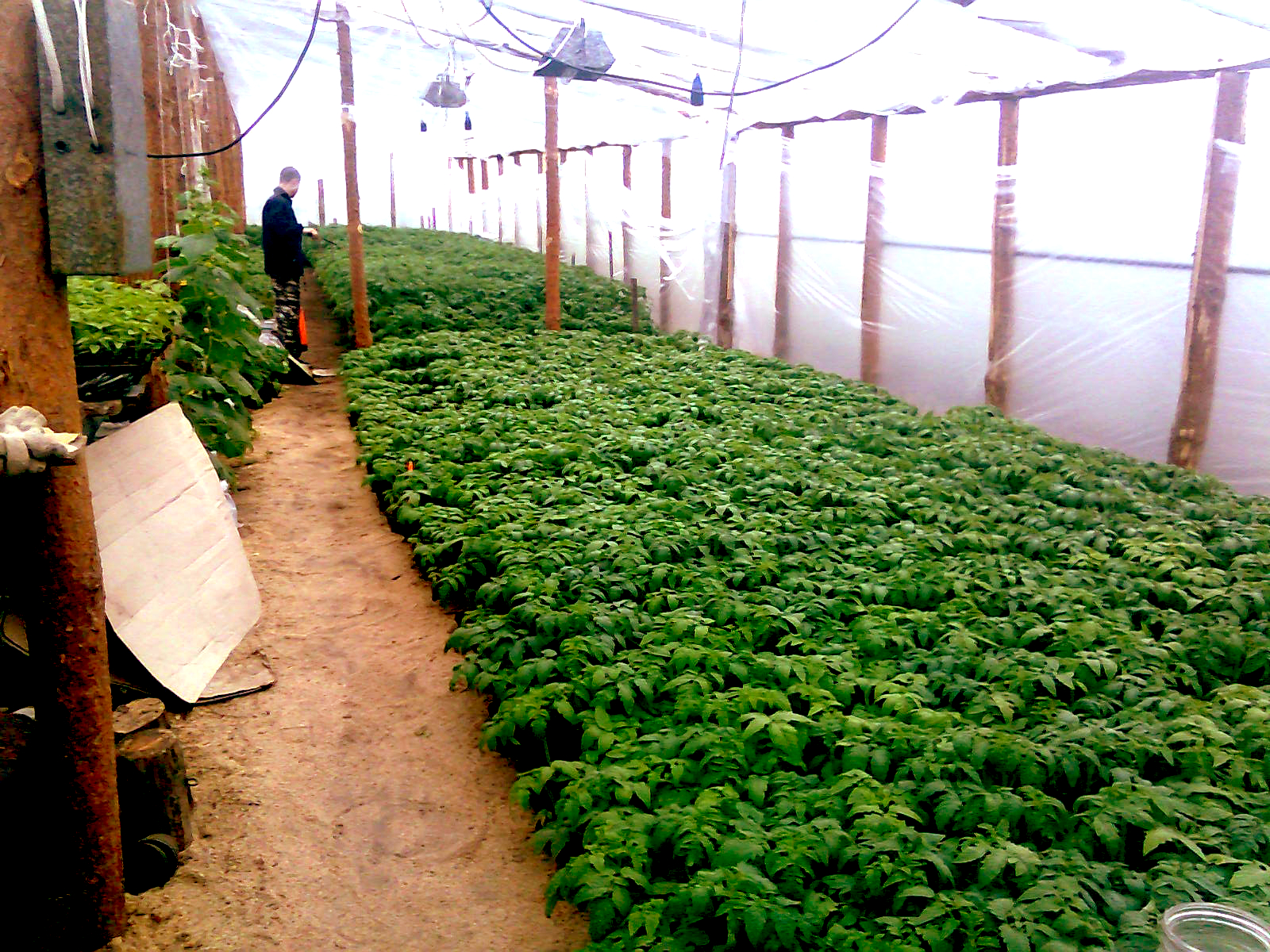
Вирощування томатів у присадибній оранжереї

Оранжере́я чи оранжері́я (фр. orangerie, від oranger — «апельсинове дерево») — будівля зі штучним кліматом для вирощування рослин. Назва пов'язана з тим, що первісно оранжереї використовували для вирощування цитрусових.

## Організація оранжерей
Оранжереї звичайно будують з прозорого скла або пластику і використовують для вирощування сільськогосподарських та декоративних рослин.
Клімат в оранжереї забезпечується шляхом підтримання необхідних значень температури, освітлення та вологості відповідно до вимог певної культури та періоду її вегетації.
Режим освітлення забезпечується додатковим освітленням з використанням ламп зі спектром, наближеним до сонячного (так звані «фітолампи»).
Вологість в оранжереї підтримують внесенням води в ґрунт (полив), штучного дощу, а також за рахунок вентиляції.
Температурний режим підтримують за рахунок повітряного або водяного обігріву. Системи повітряного обігріву використовуються в невеликих оранжереях і при невеликій різниці температур в- та ззовні оранжереї, системи водяного обігріву — в великих оранжереях та при значній різниці температур.
При повітряному обігріві як теплоносій використовується попередньо розігріте повітря, яке подається або безпосередньо в оранжерею, або в теплообмінники. Перевагою систем повітряного обігріву є їхня відносно низька вартість; недоліком — складність забезпечення рівномірного розподілу тепла.
При водяному обігріві як теплоносій використовується попередньо розігріта вода, яка подається в металеві або металопластикові (в залежності від температури води) труби, розташовані під дахом оранжереї та на її бокових стінках (температура води до 80 °C), а також у ґрунті на глибині до 40-50 см (температура води до 40 °C).
Енерговитрати на опалення оранжереї в зимовий період можуть становити до 400 Вт/м². Додатковий обігрів також забезпечується штучним освітленням, нагрівом ґрунту і рослин від сонячних променів, окисненням органіки в ґрунті тощо.